# Buderus

Logo

Buderus é uma empresa alemã com o escritório principal em Wetzlar.	
No entrementes pertence ele às empresas (grandes) existentes imóveis as mais velhas em Europa. Buderus AG ganha uma conversão de aproximadamente 2 bilhões euro. Após a suposição por Robert Bosch GmbH no firmiert 2003 do ano ele distante sob o nome BBT (Bosch Buderus Thermotechnik GmbH), com o escritório principal em Wetzlar. Buderus de aço high-grade AG 2005 dos trabalhos foi separado de Robert Bosch GmbH da companhia Böhler-Uddeholm AG.